# Будинок на вулиці Сумській, 55 (Харків)

## Будівля Харківського училища для сліпих
Будівля збудована у 1891-1892 роках по вулиці Сумській за європейськими проєктами інститутів для сліпих  Дрездена, Відня, Бамберга (Бидгощ). Архітекторами були С.І. Загоскін, Ф.І. Шустер. 
В 1901 році на території училища був збудований окремий корпус для лікування незрячих вихованців училища

В 1913 році будівля була розширена та добудовано крило по вулиці Данилевського, архітектор В.В. Величко.

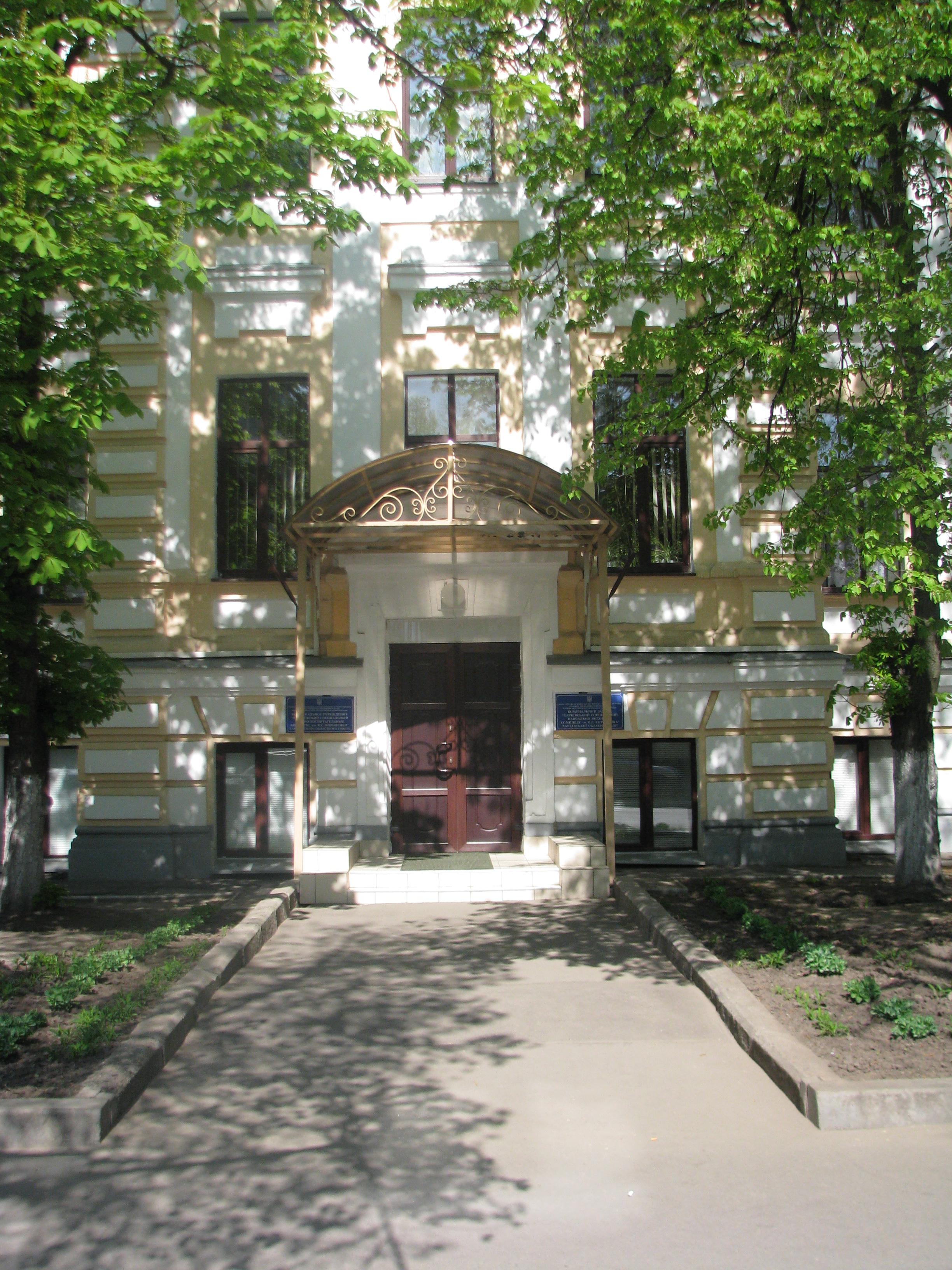
Вхід до училища (сучасний вигляд)
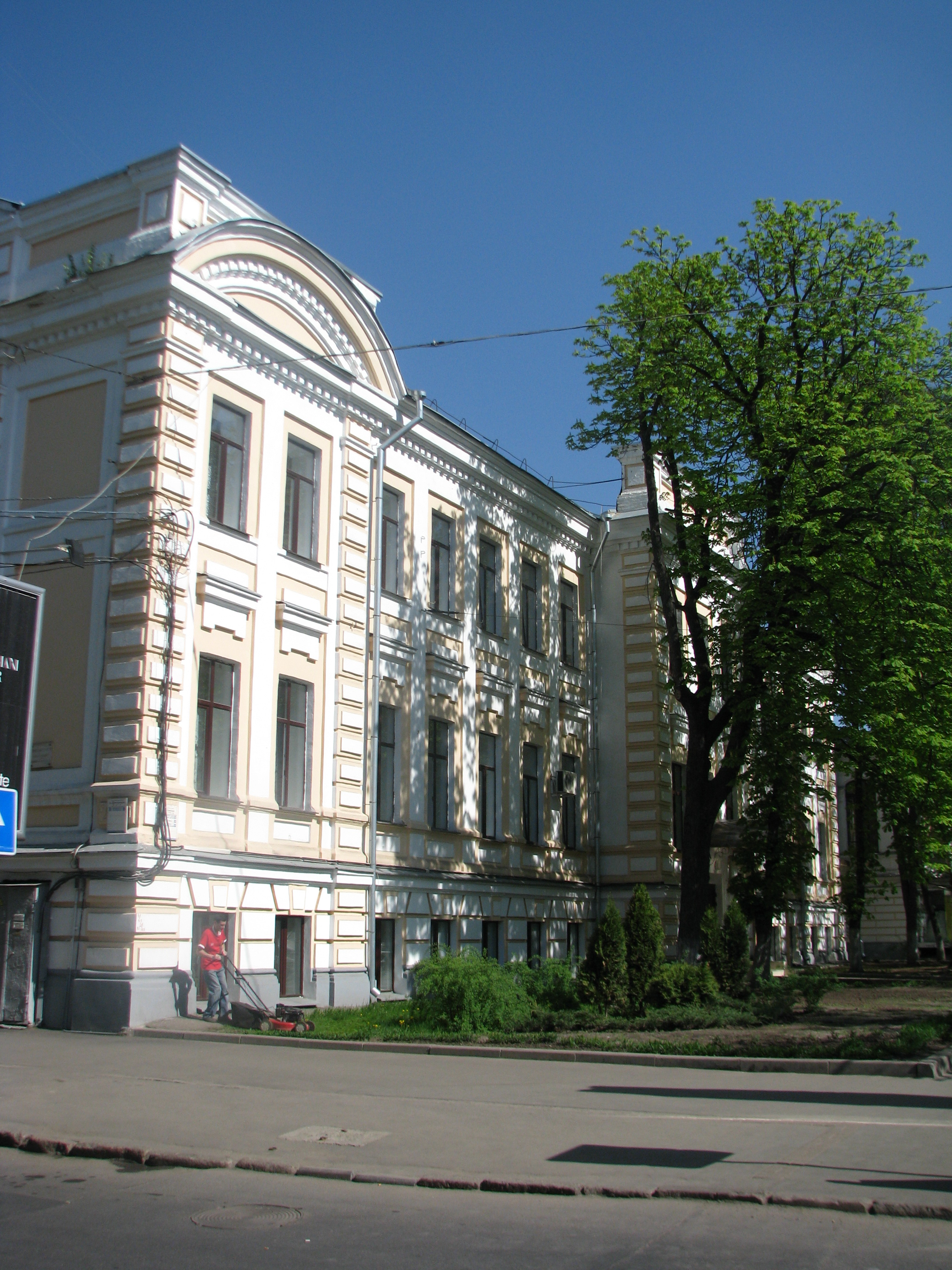
Фасад будівлі збудованої у 1892 році (сучасний вигляд)